# Ніколсон (Пенсільванія)
Ніколсон (англ. Nicholson) — місто (англ. borough) в США, в окрузі Вайомінг штату Пенсільванія. Населення — 696 осіб (2020).

## Географія
Ніколсон розташований за координатами 41°37′43″ пн. ш. 75°47′21″ зх. д. / 41.62861° пн. ш. 75.78917° зх. д. (41.628485, -75.789304).  За даними Бюро перепису населення США в 2010 році місто мало площу 3,06 км², з яких 3,02 км² — суходіл та 0,04 км² — водойми.

## Демографія
Згідно з переписом 2010 року, у селищі мешкало 767 осіб у 302 домогосподарствах у складі 195 родин. Густота населення становила 251 особа/км².  Було 343 помешкання (112/км²).
Расовий склад населення:
| - 97,0 % — білих - 0,1 % — вихідців з тихоокеанських островів - 0,1 % — корінних американців - 0,1 % — чорних або афроамериканців |

До двох чи більше рас належало 2,5 %. Частка іспаномовних становила 1,4 % від усіх жителів.
За віковим діапазоном населення розподілялося таким чином: 25,0 % — особи молодші 18 років, 58,3 % — особи у віці 18—64 років, 16,7 % — особи у віці 65 років та старші. Медіана віку мешканця становила 36,9 року. На 100 осіб жіночої статі у селищі припадало 90,3 чоловіків;  на 100 жінок у віці від 18 років та старших — 88,5 чоловіків також старших 18 років.
Середній дохід на одне домашнє господарство  становив 49 558 доларів США (медіана — 36 136), а середній дохід на одну сім'ю — 63 354 долари (медіана — 56 250). Медіана доходів становила 42 396 доларів для чоловіків та 26 667 доларів для жінок. За межею бідності перебувало 16,4 % осіб, у тому числі 21,9 % дітей у віці до 18 років та 9,8 % осіб у віці 65 років та старших.
Цивільне працевлаштоване населення становило 334 особи. Основні галузі зайнятості: освіта, охорона здоров'я та соціальна допомога — 25,7 %, мистецтво, розваги та відпочинок — 13,5 %, науковці, спеціалісти, менеджери — 11,4 %.